# Philipp Friedrich von Breuner
Philipp Friedrich von Breuner (Győr, 6 settembre 1597 – Vienna, 22 maggio 1669) è stato un vescovo cattolico austriaco.

## Biografia
Philipp Friedrich von Breuner proveniva da una famiglia dell'aristocrazia austriaca. Dal 1617 al 1621 studiò al Collegium Germanicum di Roma, ove ottenne il dottorato. Nel 1621 a Nikolsburg venne consacrato sacerdote e già dal 1630 venne nominato vescovo ausiliare di Olomouc, ottenendo nel contempo anche i titoli di canonico di Olomouc, Breslavia e Ratisbona, assieme alla prevostura di Brno.
Il 5 maggio 1639 l'imperatore Ferdinando III d'Asburgo lo nominò vescovo di Vienna, e papa Urbano VIII confermò la sua elezione il 5 settembre dello stesso anno. Viene descritto dalle cronache come un vescovo pio, perennemente immerso nella letteratura ecclesiastica. Terminò il palazzo arcivescovile su progetto dell'italiano Giovanni Coccapani nel 1641.
Il principe-vescovo lasciò un monumentale altare nella Cattedrale cittadina di Santo Stefano, un vero e proprio gioiello dell'intaglio della pietra e della scultura ad opera di Johann Jacob Pock, di Costanza, al quale venne commissionato il contratto di realizzazione il 1º marzo 1641 e che venne dedicato solennemente il 19 maggio 1647. Su questo altare si trova lo stemma marmoreo del vescovo commissionante.

## Successione apostolica
La successione apostolica è:
- Vescovo Jacques Boncarpi, O.F.M.Conv. (1640)
- Vescovo Crispin Fuk von Hradiste, O.Praem. (1644)
- Vescovo Laurenz Aidinger (1667)